# Брей (остров)
Брей (англ. Bray Island) — остров Канадского Арктического архипелага. В настоящее время остров необитаем (2012).

## География
Площадь острова составляет 689 км². Длина береговой линии 166 км.
Относительно небольшой остров Брей расположен в северной части залива Фокс. Лишь узкий 10-километровый пролив отделяет его от южного побережья острова Баффинова Земля. Полуостров Бэрд этого огромного острова и остров Брей образуют небольшую бухту Икпик. Остров Кох лежит к северо-западу, а остров Роули — к юго-западу от острова Брей.
Остров Брей имеет 36 км в длину (с севера на юг) и 26 км в ширину. Ландшафт острова низменный, максимальная высота над уровнем моря редко превышает 20 метров. Большая часть острова покрыта сетью пресноводных озёр.

## Остров в годы холодной войны

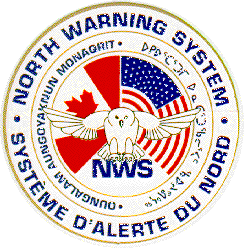
Эмблема North Warning System

В годы холодной войны на острове была установлена РЛС FOX-A системы раннего радиолокационного обнаружения (Distant Early Warning Line), протянувшейся от Аляски до Гренландии на 4800 км. В настоящее время эта автоматическая РЛС входит в состав Северной системы предупреждения (North Warning System).